# Droits de la personnalité
Les droits de la personnalité sont l'ensemble des droits fondamentaux que tout être humain possède, et qui sont inséparables de sa personne. Parler des droits de la personnalité nécessite que l'on se penche d'abord sur la notion de personnalité. Le terme personnalité n'a pas de définition juridique à proprement parler. Mais dans le langage courant, la personnalité se définit comme «ce qui caractérise en particulier un individu (dans ses tendances et son tempérament), son individualité, son caractère ». Tandis que la personnalité juridique désigne l'aptitude à être titulaire de droits et d'obligations, la personnalité au sens courant, elle, désigne l'unicité de chaque personne. En d'autres termes, « la personnalité désigne ce qui est propre à chaque personne tandis que la personnalité juridique constitue ce qui est commun à toutes les personnes ». 
Deux conceptions opposent les juristes, certains considèrent que ces droits sont à considérer comme un agrégat, ce qui oblige alors à utiliser le pluriel quand d’autres soutiennent la thèse du monisme du droit de la personnalité.
Les droits de la personnalité doivent toutefois être distingués des droits fondamentaux qui eux désignent des droits et libertés caractérisés selon une acception formelle par leur valeur supra-législative ou selon une acception substantielle par l'importance des valeurs protégées.

## Personnes concernées
Les droits de la personnalité ont pour fondement la dignité de la personne humaine. Tout humain, toute humaine est donc bénéficiaire de ces droits. Les personnes morales peuvent exceptionnellement aussi bénéficier de ces droits.

### Personnes physiques
La personne physique est titulaire naturelle et incontestée des droits de la personnalité. Mais la personne doit être ici prise dans son individualité et non dans son humanité.
La personne physique bénéficie de ces droits toute la durée de son existence, selon l'adage nulle personne sans personnalité. Ce qui sous-entend que cette existence est bornée.
En principe, l'existence de la personne physique commence par la naissance. Il faut naître pour être titulaire de droits et d’obligations. La vie, bien qu'étant très importante, n'est pas une condition suffisante à l'existence de la personne physique. À elle, s'ajoutent les conditions de vie et de viabilité. En d'autres termes, il faut naître vivant et viable, c'est-à-dire ne pas présenter de signe de vie précaire.
Exceptionnellement, cette existence peut être reconnue avant la naissance toutes les fois qu'il y va de l'intérêt du fœtus, à condition toutefois que celui-ci naisse vivant et viable. C'est ce qu'exprime l'adage infans conceptus.
La fin de l'existence humaine est marquée par la mort. À compter du décès, il n'y a plus ni personne, ni personnalité juridique. La situation du mort mérite d'être distinguée de celle de l'absent et du disparu.
Néanmoins, s'il peut être octroyée la personnalité juridique avant la naissance, il peut aussi l'être octroyée après la mort de façon tout aussi exceptionnelle.Le droit à l'honneur, à l'image et à la vie privée ne disparaissent pas automatiquement. De plus, la jurisprudence n'ignore pas les atteintes à la mémoire ou au respect dû aux morts qui sont incontestablement des atteintes à la personnalité.

### Personnes morales
La question de la reconnaissance des droits extra-patrimoniaux aux personnes morales a fortement été discutée par la doctrine vu que l'existence de ce type de personnalité n'est qu'une pure fiction juridique et la portée des droits de la personnalité semble se rapporter à la personne humaine.
La notion de personne morale doit être entendue d'un groupement de personnes physiques (associations, sociétés...) ou d'un groupement de biens (fondations) qui est apte à jouir de droits et à exercer des obligations.
Le problème ne se pose pourtant plus aujourd'hui. Les droits de la personnalité sont reconnus aux personnes morales. Le bénéfice des droits de la personnalité par les personnes morales a un but de protection de leur essence, à savoir la réalité sociologique sur laquelle elles se fondent.
Les personnes morales titulaires des droits de la personnalité doivent être entendues aussi bien des personnes morales d'ordre privé (sociétés commerciales, associations...) que des personnes morales d'ordre public (États, collectivités territoriales...).
La reconnaissance de ces droits aux personnes morales suppose que celles-ci aient des intérêts non évaluables en argent à protéger.

## Libertés concernées
Les droits de la personnalité sont des droits subjectifs et extra patrimoniaux.
Droits subjectifs, en ce sens qu'ils sont des prérogatives reconnues à tous les sujets de droit.
Droits extra patrimoniaux, en ce sens qu'ils n'ont pas une valeur pécuniaire, ne sont pas évaluables en argent. En effet, l’extra-patrimonialité est une notion que l'on a quasiment toujours définie, non pas par ce qu'elle est mais ce qu'elle n'est pas.
Trois conséquences découlent de cette nature extra patrimoniale: l'indisponibilité, l'intransmissibilité et l'imprescriptibilité.
Les droits de la personnalité sont aussi des droits innés et fondamentaux aux personnes physiques, du fait qu'elles sont des personnes humaines. Ces prérogatives interviennent dans les rapports entre particuliers; elles signifient que toute personne a droit au respect par les tiers de sa liberté et de son intégrité physique et morale.

## Par pays

### Allemagne
Le droit de la personnalité, en droit allemand, est un droit fondamental qui sert à protéger la personnalité d'une personne contre toute ingérence dans sa vie et sa liberté.

### France
Les droits de la personnalité humaine sont divers et présentent une grande variété. Les uns ont un caractère de liberté civile, les autres sont, plus techniquement, de véritables droits.
Au sens large, les libertés civiles comprennent la liberté de conscience (conséquence de la liberté d'opinion), la liberté de mouvement (chaque individu a le droit d'aller où il veut) et la liberté d'action (chaque individu a le droit de faire ce qu'il veut).
Au sens étroit, les droits de la personnalité regroupent le droit au respect de l'intégrité physique et le droit au respect de la dignité humaine. Cependant, la doctrine est divisée sur cette question.
Il suffit de consulter les différents manuels de droit des personnes pour comprendre la confusion qui règne en la matière. La liste des droits retenus est en effet très variable d'un auteur à l'autre. L'on y trouve toujours des invariants tels que le droit à la vie privée, le droit à l'image ou le droit à l'honneur. Mais d'autres prérogatives accèdent parfois à la qualification sans qu'il soit toujours possible de trouver une cohérence à la liste retenue. Le droit à l'intégrité physique, le droit au nom, le droit à la présomption d'innocence, le droit moral de l'auteur, le droit à la dignité, le droit à sa propre apparence, les libertés, le droit à l'oubli, l'inviolabilité du domicile sont ainsi parfois retenus au gré des présentations doctrinales. L'hétérogénéité de la catégorie rend alors difficile l'appréhension de la notion, les droits de la personnalité s'apparentant à une sorte de nébuleuse, un peu mystérieuse, où chacun apporte, comme dans une auberge espagnole, ce qu'il souhaite y trouver.
Il est reconnu aux personnes morales: le droit au respect de la dénomination, droit au respect de la considération, droit au respect de la vie privée.
La loi du 29 juillet 1982 met en jeu un des droits de la personnalité reconnu aux personnes morales en leur consacrant le droit de réponse en matière de communication audiovisuelle, le contrôle d'une information altérée. selon l'article 6, I, alinéa 1er de cette loi : « toute personne physique ou morale [...] dans le cas où des imputations susceptibles de porter atteinte à son honneur ou à sa réputation auraient été diffusées dans le cadre d'une activité de communication audiovisuelle » peut exercer ce droit de réponse.
La jurisprudence confère aussi le pouvoir aux personnes morales d'exercer le droit à l'honneur.
En ce qui concerne les personnes morales d'ordre public, leurs noms, images et réputations sont fortement protégés par la loi, (l'article 711-4h du Code de la propriété intellectuelle interdit l'enregistrement d'un signe portant atteinte au nom, à l'image ou à la renommée d'une collectivité territoriale).
S'il est admis par les tribunaux nationaux et européens que les personnes morales bénéficient des droits de la personnalité et disposent notamment d'un droit à la protection de leur nom, de leur domicile, de leurs correspondances et de leur réputation, on pourrait s'interroger quant à la possibilité de leur voir reconnaître un droit à la protection de leur image. Alors que quelques décisions l'ont reconnu, l'arrêt du 17 mars 2016 met un terme au doute en affirmant de façon péremptoire que « seules les personnes physiques peuvent se prévaloir d'une atteinte à la vie privée au sens de l'article 9 du code civil », réservant ainsi les droits spéciaux de la personnalité que sont l'image et la vie privée aux seules personnes humaines.
Face à la diversité doctrinale relative aux droits de la personnalité des personnes physiques, nous nous référons à la classification faite par les professeurs jean-Michel Bruguière et Berengere Gleize:
|             | Fausses composantes                                                                                        | Vraies composantes                                  | Droits gigognes                                     |
| ----------- | --- | --------------------------------------------------- | --------------------------------------------------- |
| Composantes | Droit à la dignité Droit à l'honneur Droit à l'intégrité physique Droit à la présomption d'innocence, etc. | Droit à l'image Droit à la vie privée               | Droit au nom Droit à la voix                        |
| Objet       | Personnalité sociale                                                                                       | Personnalité sociale                                |                                                     |
| Nature      | Extrapatrimoniaux (indisponibles, intransmissibles)                                                        | Extrapatrimoniaux (indisponibles, intransmissibles) | Extrapatrimoniaux (indisponibles, intransmissibles) |

Notons que la personnalité sociale désigne l'image que les autres se font d'une personne, l'idée qu'ils ont d'elle.
Le droit à la protection de la personnalité, quoique consacré dans le Code civil, est un droit fondamental qui, juridiquement, a valeur constitutionnelle.
Comme tous droits, les droits de la personnalité sont assortis de sanctions lorsqu'ils sont violés. La victime d'une atteinte aux droits de la personnalité peut agir en justice si elle a intérêt, tout en respectant la procédure de l'action.
Selon l'article 31 du Code de procédure civile, seul celui qui justifie d'un intérêt légitime au succès d'une prétention est recevable à agir en justice. En matière de droits de la personnalité, cette règle se traduit par l'existence d'une condition d'identification de la personne. En effet, à défaut d'identification, il n'y a pas d'atteinte à la personnalité et dès lors, pas d'intérêt à l'action. L'identification peut être faite par la victime elle-même ou indirectement par un proche de la victime.
De plus, selon l'alinéa 2 de l'article 9, « les juges peuvent, sans préjudice de la réparation du dommage subi, prescrire toutes mesures, telles que séquestre, saisie et autres, propres à empêcher ou faire cesser une atteinte à l'intimité de la vie privée; ces mesures peuvent, s'il y a urgence, être ordonnées en référé ». Partant de cet article, nous pouvons distinguer d'une part, les mesures visant à empêcher ou faire cesser l'atteinte aux droits de la personnalité et d'autre part, celles visant à réparer le dommage causé.
Les mesures propres à empêcher ou à faire cesser l'atteinte aux droits sont nombreuses. L'on peut citer entre autres la saisie, le séquestre, les mesures d'interdiction provisoires ou définitives etc. En tant que restriction de la liberté d'expression, ces différentes mesures doivent être conformes à l'article 10 de la Convention européenne des droits de l'homme, c'est-à-dire qu'elles doivent être prévues par la loi, nécessaires à la proportion des droits d'autrui et proportionnées. Mais il convient de noter que, selon la Cour européenne des droits de l'homme, la notion de nécessité renferme cette idée de proportionnalité. Elle considère, en effet, que « la notion de nécessité implique une ingérence fondée sur un besoin social impérieux et notamment proportionnée au but légitime recherché ».
Les mesures relatives à la réparation peuvent être soit par équivalent (dommages-intérêts), soit en nature qui prend la forme de la publication d'un communiqué judiciaire (faisant état de la condamnation).
Le juge judiciaire est compétent pour régler les litiges portant sur les droits de la personnalité. Il est rarement offert au juge administratif de se prononcer sur les atteintes aux droits de la personnalité, si tant est que l'on veuille bien considérer que relèvent de cette catégorie juridique à la fois les prérogatives issues de l'article 9 du code civil et le droit d'auteur. L'arrêt Commune de Nantes, par les enseignements qu'il délivre tant sur la compétence du juge administratif en ce domaine que sur l'application qu'il fait des règles de fond, n'en est que plus remarquable. D'une part, le Conseil d’État entend affirmer pleinement la compétence de principe du juge administratif pour trancher les litiges causés par les atteintes aux droits de la personnalité. D'autre part, une fois cette compétence affirmée, ce sont les règles de fond telles qu'appliquées et interprétées par le juge judiciaire qu'il souhaite voir mises en œuvre pourvu qu'elles apparaissent compatibles avec les nécessités du service public.

### Québec
Les articles 3 et 36 du Code civil du Québec sont des dispositions qui concernent les droits de la personnalité. Les articles 4 et 5 de la Charte des droits et libertés de la personne protègent également les droits de la personnalité.

#### Ouvrages
- J.-M. Bruguière et B. Gleize, Droits de la personnalité, Ellipses, 2015, 351 p.
- B. Beignier, Le droit de la personnalité, Presses Universitaires de France, 125 p.
- H. Martron (thèse en droit), Les droits de la personnalité des personnes morales de droit privé, 293 p.
- Jean-Luc Aubert (dir.), Éric Savaux (dir.) et Denis Tallon, Personnalité (Droits de la), Paris, Dalloz, octobre 1996 (ISBN 978-2-247-03244-0).
- Bernard Beignier, L’honneur et le droit, t. 234, LGDJ, coll. « Bibl. droit privé », 1995 (ISBN 2-275-00338-X).
- Bernard Beignier, Le droit de la personnalité, Presses universitaires françaises, coll. « Que sais-je ? » (no 2703), 1992.
- Olivier Poinsot, Le droit des personnes accueillies ou accompagnées, les usagers dans l’action sociale et médico-sociale, LEH Édition, coll. « Ouvrages généraux », 2016, 410 p. (ISBN 978-2-84874-647-0, BNF 45076263).

#### Articles
- Sonia Zouag, « Droits de la personnalité : arrêt sur image », Juris associations, no 557,‎ 2017, p. 18.
- Guillaume Lécuyer, « Les droits de la personnalité au Palais-Royal », Recueil Dalloz,‎ 2011, p. 1945
- Emmanuel Pierrat, « Protection des droits de la personnalité », Légicom, vol. 12, no 2,‎ 1996, p. 87-93 (DOI 10.3917/legi.012.0087, lire en ligne).